# Biblioteca Indonesica
Biblioteca Indonesica ist eine vom Koninklijk Instituut voor Taal-, Land- en Volkenkunde (Königliches Institut für Sprachen-, Länder- und Völkerkunde) in der niederländischen Stadt Leiden veröffentlichte wissenschaftliche Buchreihe. Sie erscheint seit 1968 mit wechselnden Verlagsorten und Verlegern (ZDB-ID: 4198396). In ihr sind wichtige Werke der malaiischen Literatur veröffentlicht.

## Übersicht
- 01 Hikajat Bandjar : study in Malay historiography / J. J. Ras . - The Hague : Nijhoff, 1968
- 02 Hikajat Andakén Penurat / Stuart O. Robson. - The Hague : Nijhoff, 1969
- 03 Śiwarātrikalpa of Mpu Tanakuṅ : an old Javanese poem, its Indian source and Balinese illustrations / Andries Teeuw. - The Hague : Nijhoff, 1969
- 04 The admonitions of Seh Bari : a 16th century Javanese Muslim text attributed to the Saint of Bonaṅ / G. W. J. Drewes. - The Hague : Nijhoff, 1969
- 05 Hikayat Patani / Andries Teeuw. - The Hague : Nijhoff, 1970
- 06 Waṅbaṅ Wideya : a Javanese Pañji romance / Stuart Owen Robson. - The Hague : Nijhoff, 1971
- 07 Jñānasiddhānta : secret lore of the Balinese Saiva-priest / Haryati Soebadio. - The Hague [u. a.] : Nijhoff, 1971
- 08 Babad Buleleṅ : a Balinese Dynastic Genealogy / Peter John Worsley. - The Hague : Nijhoff, 1972
- 09 Cosmogony and creation in balinese tradition / Christiaan Hooykaas. - The Hague : Nijhoff, 1974
- 10 The book of Cabolèk : a critical edition with introduction, translation and notes ; a contribution to the study of the Javanese mystical tradition / S. Soebardi. - The Hague : Nijhoff, 1975
- 11 The Romance of King Angling Darma in Javanese Literature, G. W. J. Drewes, ed., The Hague: 1975
- 12 The Hikayat Muhammad Hanafiyyah : a medieval muslim-malay romance / Lode Frank Brakel. - The Hague : Nijhoff, 1975
- 13 Undang-undang Melaka : the laws of Melaka / Liaw Yock Fang . - Leiden : Koninklijk Instituut voor Taal-, Land- en Volkenkunde, 1976
- 14 Arjunawijaya : a Kakawin of MPU Tantular / Tantular. - The Hague : Nijhoff, 1977 (1 / Introduction and text	/ Translation )
- 15 A Balinese temple festival / Christiaan Hooykaas. The Hague 1977
- 16 The story of Muhammad Hanafiyyah : a medieval Muslim romance / Muhammad Hanafiyyah. - The Hague : Nijhoff, 1977
- 17 The Balinese poem Basur : an introduction to magic / Hooykaas, C (ed. and translated by). The Hague Martinus Nijhoff 1978
- 18 An early Javanese code of Muslim ethics / G. W. J. Drewes. - The Hague : Nijhoff, 1978
- 19 Hikajat Potjut Muhamat : an Achehnese epic / Teungku Po Lam Rukam. - The Hague : Martinus Nijhoff, 1979
- 20 Two Achehnese Poems: Hikajat Ranto and Hikajat Teungku Di Meuké’. / Drewes, G. W. J. / The Hague: Martinus Nijhoff 1979
- 21 Kuñjarakarṇa dharmakathana : liberation through the law of the Buddha ; an Old Javanese poem / Ḍusun. - The Hague : Nijhoff, 1981
- 22 Ahmad Rijaluddin's Hikayat Perintah Negeri Benggala. Edited and translated by C. Skinner. The Hague. Martinus Nijhoff. 1982.
- 23 Hikayat Indraputra: A Malay Romance / S.W.R. Mulyadi, Dordrecht: Foris, 1983
- 24 Hikayat Sultan Ibrahim. The short version of the Malay text, Dordrecht: Foris 1983
- 25 The battle for Junk Ceylon. The Syair Sultan Maulana, C. Skinner, Dordrecht: Foris 1985
- 26 The Poems of Hamzah Fansuri, G.W.J. Drewes & L.F. Brakel, The Poems of Hamzah Fansuri, Dordrecht: Foris, 1986
- 27 Pārthāyaṇa : an eighteenth-century Balinese kakawin / Helen Creese. - Leiden : KITLV Press, 1998
- 28 The Guritan of Radin Suane : a study of the Besemah oral epic from South Sumatra / William A. Collins. - Leiden : KITLV Press, 1998 (nirc.nanzan-u.ac.jp)
- 29  Three Old Sundanese poems, J. Noorduyn and A. Teeuw, Leiden: KITLV 2006 (The Sons of Rama and Rawana / The ascension of Sri Ajnyana / The story of Bujangga Manik: A pilgrim's progress)
- 30 A merry senhor in the Malay world: four texts of the Syair Sinyor Kosta (with A. Teeuw, R. Dumas, Muhammad Haji Salleh, M.J. van Yperen),  2 vols. Leiden: KITLV 2004
- 31 Bidasari. Jewel of Malay Muslim culture. Millie, Julian, Leiden: KITLV Press 2004
- 32 Bhomantaka : the death of Bhoma / Teeuw, A. & S.O. Robson (eds.)
- 33 A chain of kings : the Makassarese chronicles of Gowa and Talloq / William P. Cummings. - Leiden : KITLV Press, 2007
- 34 Arjunawiwāha : the marriage of Arjuna of Mpu Kaṇwa / Mpu Kaṇwa. - Leiden : KITLV Press, 2008
- 35 The Makassar annals. Translated and edited by William Cummings. 2011 (kitlv.nl)
- 36 Mpu Monaguṇa's Sumanasāntaka. An Old Javanese Epic Poem, its Indian Source and Balinese Illustrations. Edited, translated and annotated by Peter Worsley, S. Supomo, Thomas Hunter, and Margaret Fletcher 2013 (kitlv.nl)
- 37 Th.C. van der Meij &  N. Lambooij: The Malay Hikayat Miʿrāj Nabi Muḥammad; The Prophet Muḥammad's Nocturnal Journey to Heaven and Hell. Text and Translation of Cod. Or. 1713 in the Library of Leiden University. Edited and translated with the assistance of Oman Fathurahman. Brill, Leiden 2014.